# الحسين بن خيران
ابن خيران وهو أبو علي الحسين بن صالح البغدادي.
أحد أركان المذهب الشافعي، كان إمام زاهدا ورعا تقيا من كبار الأئمة، رفض تولّي منصب القضاء في عهد الخليقة العباسي المقتدر.
توفي عام 320 هجري.